# 샤를 보네 증후군
샤를 보네 증후군(영어: Charles Bonnett syndrome)은 실명한 사람이 두뇌의 시각 경로 손상으로 생생한 시각적 환각을 경험하는 현상을 말한다. 이 환각들은 비자발적이며, 일반인이 장면을 상상할 때보다 훨씬 생생하다. 질병 이름은 스위스의 박물학자, 철학자인 샤를 보네에서 따왔다.

## 같이 보기
- 환상목 증후군
- 음악 귀 증후군
- 간츠펠트 효과
- 히프나고지아